# Кім Діл
Кімберлі Енн Діл (нар. 10 червня 1961) — американська рок-музикантка. Перша басистка та спів-вокалістка альтернативного рок-гурту Pixies з 1986 по 1993 та з 2004 по 2013 роки. Фронтвумен гурту the Breeders, який вона створила в 1989 році.
Діл приєдналася до Pixies у січні 1986 року, взявши сценічний псевдонім Mrs. John Murphy для альбомів Come on Pilgrim і Surfer Rosa. Після Дулітла та перерви у творчій діяльності Pixies вона сформувала the Breeders разом з Таньою Донеллі з Throwing Muses, Джозефін Віггз з The Perfect Disaster та Брітт Волфорд із Slint. Після дебютного альбому гурту Pod її сестра-близнючка Келлі Діл замінила Донеллі.
The Pixies розпалися на початку 1993 року, і Діл повернула свою увагу до the Breeders, які випустили платиновий альбом Last Splash у 1993 році з популярним синглом «Cannonball». У 1994 році the Breeders взяли перерву після того, як Келлі почала реабілітацію від наркозалежності. Під час перерви в творчій діяльності групи Діл взяла сценічне ім'я Теммі Амперсанд й утворила рок-гурт The Amps, що проіснував недовго (1995—1996), записавши єдиний альбом Pacer у 1995 році. Після перебування в реабілітації від наркозалежності, Діл зрештою возз'єднала the Breeders з новим складом для ще двох альбомів, Title TK у 2002 році та Mountain Battles у 2008 році. Вона повернулася до Pixies, коли група возз'єдналася в 2004 році.
У 2013 році Діл залишила Pixies, щоб зосередитися на the Breeders, після того як найвідоміший склад цього гурту возз'єднався для нової серії турів, присвячених 20-річчю Last Splash . У 2018 році the Breeders випустили свій п'ятий альбом All Nerve, перший альбом, який об'єднав Ділса, Віггса та Макферсона після Last Splash. У 2024 році Діл випустила свій дебютний сольний альбом Nobody Loves You More.

## Дискографія

### Pixies
- Come on Pilgrim (1987)
- Surfer Rosa (1988)
- Doolittle (1989)
- Bossanova (1990)
- Trompe le Monde (1991)

### The Breeders
- Pod (1990)
- Safari (EP, 1992)
- Last Splash (1993)
- Live in Stockholm 1994 (1994)
- Head to Toe (EP, 1994)
- Title TK (2002)
- Mountain Battles (2008)
- Fate to Fatal (EP, 2009)
- All Nerve (2018)

### The Amps
- Pacer (1995)

### Сольні альбоми
- Nobody Loves You More (2024)

### Сольні сингли
- «Walking with a Killer» b/w «Dirty Hessians» (2012)
- «Hot Shot» b/w «Likkle More» (2013)
- «Are You Mine?» b/w «Wish I Was» (2013)
- «The Root» b/w «Range On Castle» (2014)
- «Biker Gone» b/w «Beautiful Moon Clear» (2014)
- «Coast» (2024)
- «Crystal Breath» (2024)